# Ferrocarril General Roca
Die Ferrocarril General Roca (FCGR) ist ein Teilnetz der argentinischen Eisenbahn.  Die FCGR umfasst breitspurige Strecken in Argentinien.
Die FCGR befindet sich im Osten Argentiniens hauptsächlich in der Provinz Buenos Aires und in den südlichen Provinzen.

## Geschichte
Mit der Verstaatlichung der Eisenbahnen in Argentinien im Jahre 1948 ging die Ferrocarril del Sud in der Ferrocarril General Roca auf. Namensgeber war Julio Argentino Roca. Auch der südliche Teil der Compagnie du Chemin de Fer de Rosario à Puerto Belgrano wurde im gleichen Jahr der FCGR zugeordnet.
1985 wurde die erste elektrifizierte Teilstrecke in Betrieb genommen.

## Infrastruktur

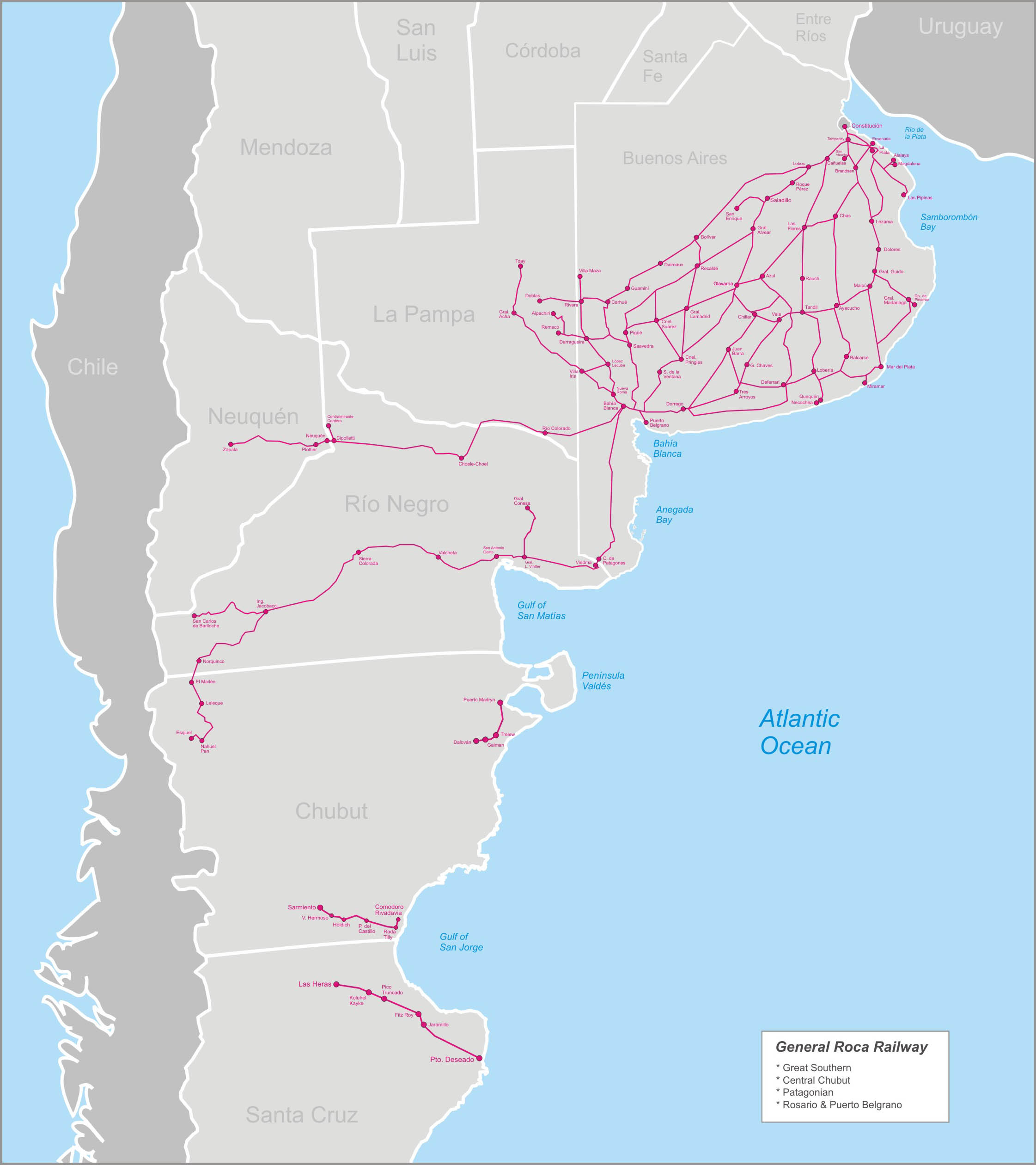
Das Netz Ferrocarril General Roca

Die Spurweite bei der FCGR beträgt 1676 mm. Die städtischen Teilstrecken sind größtenteils elektrifiziert.
Das Netz der FCGR ist mehrfach mit den ebenfalls breitspurigen Eisenbahnen Ferrocarril General San Martín, Ferrocarril General Bartolomé Mitre und Ferrocarril Domingo Faustino Sarmiento verbunden. Verbindungsstrecken zu Nachbarländern gibt es nicht.

## Personenverkehr
Die Züge der Línea Roca fahren vom Bahnhof Buenos Aires Plaza Constitución als Teil der Vorortbahnen von Buenos Aires zu Endstationen wie Temperley, Ezeiza, La Plata, Alejandro Korn, Glew, Bosques unter anderem. Darüber hinaus führen Zweigstrecken nach Cañuelas, Lobos, Monte und Chascomús.
Der Roca-Züge befördern jedes Jahr 90 Millionen Passagiere. Betreiber ist das Eisenbahnverkehrsunternehmen Trenes Argentinos Operaciones.

## Güterverkehr

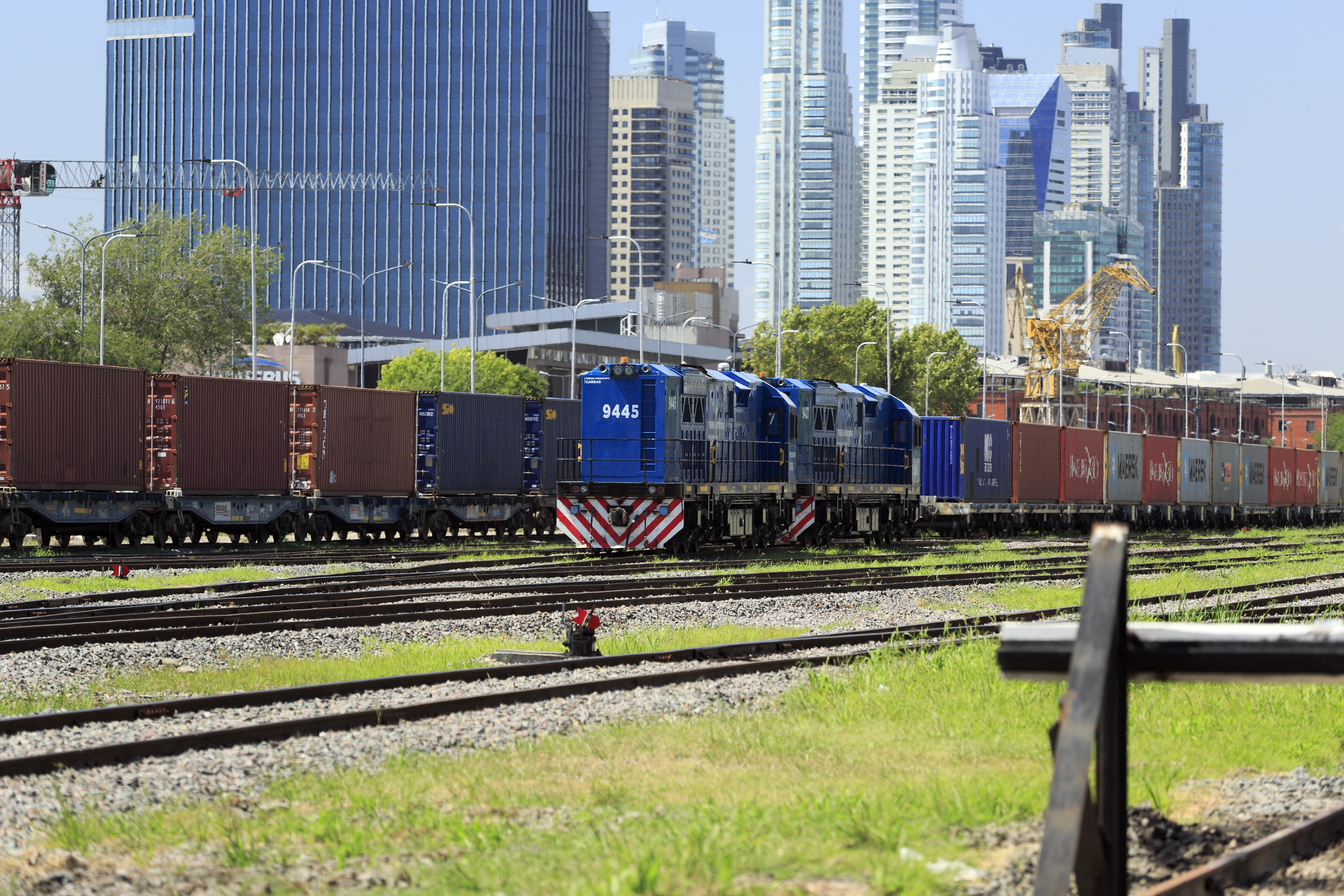
Die Hafenbahn Buenos Aires ist mit der FCGR verbunden.

Die 1992 gegründete Bahngesellschaft Ferrosur Roca betreibt Güterverkehr auf dem Teilnetz Ferrocarril General Roca in den Provinzen Neuquén, Río Negro und Buenos Aires. Im Jahr 2021 wurden 4 Millionen Tonnen Güter mit dieser Eisenbahn transportiert; über 80 % davon Mineralien/Baustoffe. Ferrosur Roca hatte im selben Jahr eine Transportleistung von 1,8 Milliarden Tonnenkilometern.

## Sonstiges
Administrativ gehört zur FCGR die schmalspurige Bahnstrecke Ingeniero Jacobacci–Esquel („La Trochita“) in 750-mm-Spurweite. Hier findet auf Teilen touristischer Verkehr statt.